# Anthotype

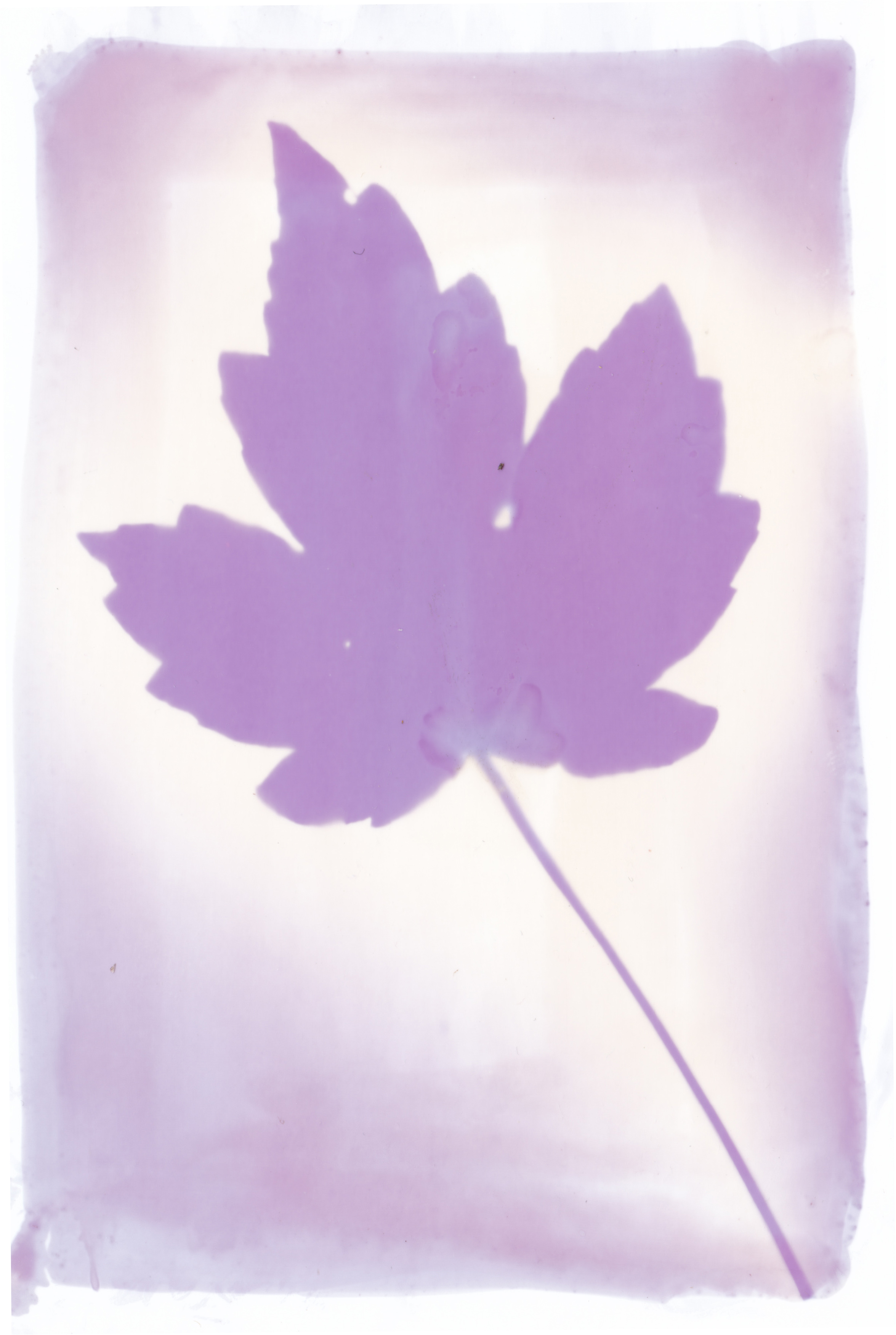
Antotype, feuille d'érable, à base de jus de cerises acides.

Un anthotype est une image créée à l'aide de matériel photosensible provenant de plantes. Ce procédé a été inventé par Mary Somerville qui a présenté ses recherches à Sir John Herschel[réf. nécessaire] (souvent cité à tort comme l'inventeur) en 1842. Une émulsion est fabriquée à partir de pétales de fleurs écrasés ou de toute autre plante, fruit ou légume sensible à la lumière. Une feuille de papier enduite est ensuite séchée. Placez un matériau, par exemple des feuilles ou une photo positive transparente, sur le papier et exposez-le à la lumière directe du soleil jusqu'à ce que la partie de l'image non couverte par le matériau soit décolorée par les rayons du soleil. La couleur reste dans les parties ombragées. Le papier reste sensible à ces rayons.

## Histoire
Les propriétés photosensibles des plantes et des légumes sont connues des chercheurs depuis des siècles. Parmi les premières observations, les expériences d'Henri-Auguste de Vogel à Paris sont particulièrement intéressantes. Il a découvert en 1816 :
Une teinture alcoolique d'œillets rouges, de violettes ou de pavot devient blanche derrière un verre bleu en quelques jours, alors qu'elle reste inchangée derrière un verre rouge après à peu près le même laps de temps. Le coton et le papier colorés avec ces teintures présentaient les mêmes différences.
Plus tard dans le siècle, Herschel tenta d'inventer un procédé de coloration, il essaya plusieurs émulsions de fleurs et de plantes et publia ses résultats. Ses recherches ont abouti au procédé de l'anthotype. Ses recherches sur la production d'images photographiques à partir de fleurs ont été limitées et finalement abandonnées, car aucune application commerciale n'était envisageable avec un procédé qui prend des jours pour produire une image. Le procédé a continué à être mentionné dans la littérature photographique de l'époque, mais il a probablement été peu utilisé.
Au fil du temps, le procédé a acquis une réputation trompeuse en raison de son manque de praticité. La permanence de l'image a été remise en question jusqu'à aujourd'hui, mais ce problème semble être principalement lié au choix de la fleur ou de la matière végétale.